# مفرج الحقباني
مفرج بن سعد الحقباني وزير سعودي سابق. صدر أمر ملكي بتعيينه وزير العمل السعودي في 29 أبريل 2015. وأعفي بأمر ملكي في 2 ديسمبر 2016.

## تعليمه
حصل على درجة البكالوريس من جامعة الإمام محمد بن سعود الإسلامية في قسم الاقتصاد الإسلامي في كلية الشريعة وأصبح القسم كلية مستقلة بمسمى (كلية الاقتصاد والعلوم الإدارية)، ثم وحصل على شهادتي الماجستير والدكتوراه في الاقتصاد من جامعة ولاية كلورادو في الولايات المتحدة الأمريكية عام1991م في تخصص في التنمية الاقتصادية وفي النظرية النقدية الدولي.

## أعماله
شغل الحقباني منصب نائب وزير العمل بتاريخ 21 شعبان 1432 هـ، وتولى قبل ذلك وكالة وزارة العمل للتخطيط والتطوير، حيث بدأ حياته العملية أستاذا للاقتصاد والإحصاء بكلية الملك فهد الأمنية، وتدرج في عدة مناصب داخل كلية الملك فهد الأمنية، ثم انتقل للعمل وكيلاً لإمارة منطقة جازان لمدة عامين اعتباراً من 5 ربيع الأول 1425 هـ، وعضواً بمجلس منطقة جازان، ورئيس لجنة التخطيط والمتابعة بالمجلس، ومشرفاً على الكثير من رسائل الدكتوراه والماجستير. وصدر قرار مجلس الوزراء بتاريخ 26 رجب 1427 هـ بتعيينه أميناً عاماً للجنة الوطنية لمكافحة المخدرات، كما شغل الكثير من المناصب الإدارية والإشرافية. وفي عام 1436 هـ الموافق 2015 صدر أمر ملكي بتعيينه وزيرًا لوزارة العمل، وفي عام 1438 هـ الموافق 2016 تم اعفاءه من منصبه.
| سبقه عادل فقيه | وزير العمل والشؤون الاجتماعية السعودي 2015 - 2016 | تبعه علي بن ناصر الغفيص |